# Referéndum sobre el estatus político del Sarre de 1935
El 13 de enero de 1935 se celebró un referéndum sobre el futuro estatus del Territorio de la Cuenca del Sarre. Más del 90% de los votantes optaron por la reunificación con Alemania, con un 9% votando por el statu quo como territorio bajo mandato de la Sociedad de las Naciones y menos del 0,5% para la unificación con Francia.

## Antecedentes
Después del final de la Primera Guerra Mundial, el territorio del Sarre fue separado de Alemania y administrado en calidad de mandato por la Sociedad de las Naciones. Durante este tiempo, Francia recibió el control de las minas de carbón del territorio. Después de 15 años de administración de la Liga de las Naciones, se programó un referéndum en el territorio.
Hacia fines de 1934, el Consejo de la Liga de las Naciones determinó que el mantenimiento de la paz sería necesario durante el período del plebiscito. Los gobiernos alemán y francés acordaron permitir que una fuerza internacional ingresara al Sarre. El 8 de diciembre de 1934, el consejo aprobó por unanimidad una resolución que pedía tal fuerza. Gran Bretaña (1500 soldados), Italia (1300), Suecia (260) y los Países Bajos (250) acordaron proporcionar tropas para los 3300 efectivos de la "Fuerza Internacional en el Sarre". La Liga nombró a un comandante, el general John Brind, para el control operacional de toda la fuerza. Las tropas patrullaban, pero no vigilaban, el Sarre. No debían responder excepto a emergencias y a petición de las autoridades locales. Hubo poca o ninguna violencia durante el plebiscito y el esfuerzo de mantenimiento de la paz fue considerado como un éxito.

## Campaña
Mientras que todos los grupos políticos importantes en el Sarre apoyaban el regreso del Sarre a Alemania antes de que Adolf Hitler llegara al poder, los opositores al nazismo en el Sarre comenzaron a tener serias dudas sobre el regreso del Sarre a Alemania después del ascenso de Hitler al poder. Debido al régimen dictatorial de Hitler, los comunistas y socialistas en el Sarre apoyaron la continuación de la administración de la Sociedad de las Naciones y una postergación del plebiscito hasta después de que los nazis dejaran de estar en el poder en Alemania. Mientras tanto, los católicos en el Sarre estaban divididos con respecto a volver a Alemania. Sin embargo, finalmente una mayoría de estos (incluidas las autoridades religiosas) se mostraron a favor de la integración a Alemania. El gobierno de Hitler, si bien fue desprestigiado durante la campaña por los opositores a la integración,  instaló durante la campaña que en el referéndum se decidía entre una integración a Alemania o la continuación del desempleo.

## Resultados
En el referéndum, se preguntó a los votantes si el Sarre debería permanecer bajo la administración de la Liga de las Naciones, regresar a Alemania o formar parte de Francia. Para sorpresa de los observadores neutrales, así como (en cierta medida) los propios nazis, más del 90% votó a favor de reunirse con Alemania.  Cada distrito electoral vio al menos al 83% de los votantes apoyar el retorno del Sarre al país teutón. Mientras tanto, a pesar de la afirmación previa de Georges Clemenceau de que había 150.000 franceses en el Sarre, menos del 1% de los votantes apoyaron la anexión del Sarre por parte de Francia.
| Opción                             | Votos   | %     |
| ---------------------------------- | ------- | ----- |
| Unificación con Alemania           | 477,089 | 90.73 |
| Statu quo                          | 46,613  | 8.87  |
| Unificación con Francia            | 2,124   | 0.40  |
| Votos nulos/en blanco              | 2,161   | –     |
| Total                              | 527,987 | 100   |
| Votantes registrados/participación | 539,542 | 97.99 |
| Fuente: Direct Democracy           |         |       |

## Consecuencias
Tras el referéndum, el Consejo de la Liga de las Naciones decidió que el Sarre debería regresar a Alemania. El Sarre se convirtió una vez más en parte de Alemania el 1 de marzo de 1935, con Josef Bürckel como Reichskommissar.